# Heliconius insignis
Heliconius insignis är en fjärilsart som beskrevs av William James Kaye 1916. Heliconius insignis ingår i släktet Heliconius och familjen praktfjärilar. Inga underarter finns listade i Catalogue of Life.